# Alfred Choubrac
Alfred Victor Choubrac né le 30 décembre 1853 à La Chapelle et mort à Paris le 24 juillet 1902 est un peintre, dessinateur, affichiste et illustrateur français.

## Biographie
Avec son frère aîné Léon Choubrac — qui signera plus tard ses propres travaux « Hope » —, Alfred Choubrac suit une formation d'artiste auprès des peintres Charles Doërr (1815-1894) et Isidore Pils (1815-1875). Les « frères Choubrac » viennent très tôt à l'affiche, pratiquant dès 1875 le traitement moderne des couleurs et de la typographie, associées à des images grâce à la chromolithographie. Ils travaillent alors principalement avec l'imprimerie F. Appel. Plus tard, Léon et Alfred créèrent les Ateliers Choubrac, un temps hébergés par l'imprimerie G. Massias au 17, passage Daudin, l'une des premières agences de graphisme parisienne, opérant eux-mêmes leurs tirages sur presse lithographique.
Alfred Choubrac s'est spécialisé dans les affiches de spectacles de la scène parisienne, pour des lieux tels que le théâtre des variétés, le théâtre du Châtelet, les Folies Bergère, l'Opéra-Comique, Au joyeux moulin rouge, le Casino de Paris, l'Eldorado, le cirque Fernando… Il en produisit plus d'une centaine, ce qui le place parmi les plus importants de son époque.
Il dessina de nombreux costumes de scènes pour le théâtre.
Il exécuta un certain nombre d'affiches de librairie afin de promouvoir des ouvrages en vogue ou des collections populaires.
Il produisit aussi des affiches pour des marques telles que le digestif La Moscovite, les cycles Humber, le pneu Beeston, l'Eau d'or Naigeon, les Corsets Baleinine incassables, la Mokatine, les cycles Decauville, la liqueur Burgeatine, la liqueur Burgeat Bailly, l'hippodrome de Saint-Ponchon…
Dessinateur de presse, il collabore parfois avec son frère Léon à Gil Blas ou Le Courrier français, entre autres.
Vers 1895, il possède un atelier à Colombes situé au 17, rue de la Reine-Henriette.

Affiches lithographiées d'Alfred Choubrac
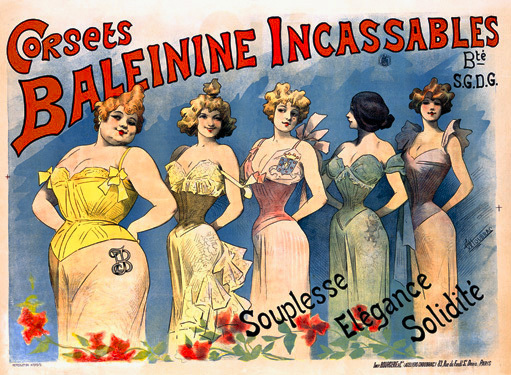
Corsets Baleinine incassables.
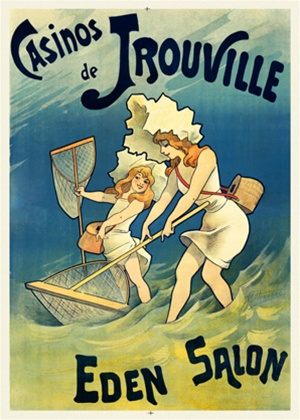
Casino de Trouville Eden Salon (vers 1890).
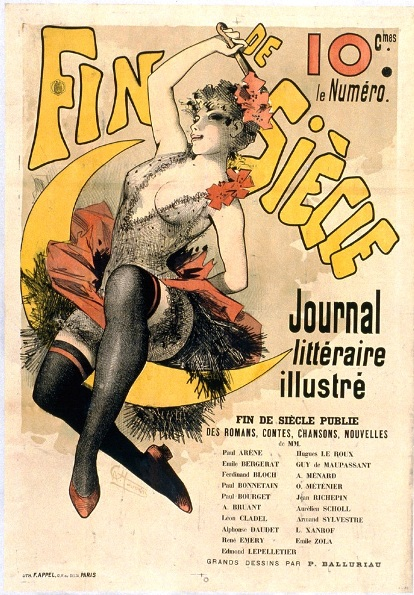
Fin de Siècle, journal littéraire illustré (1891), version non censurée.
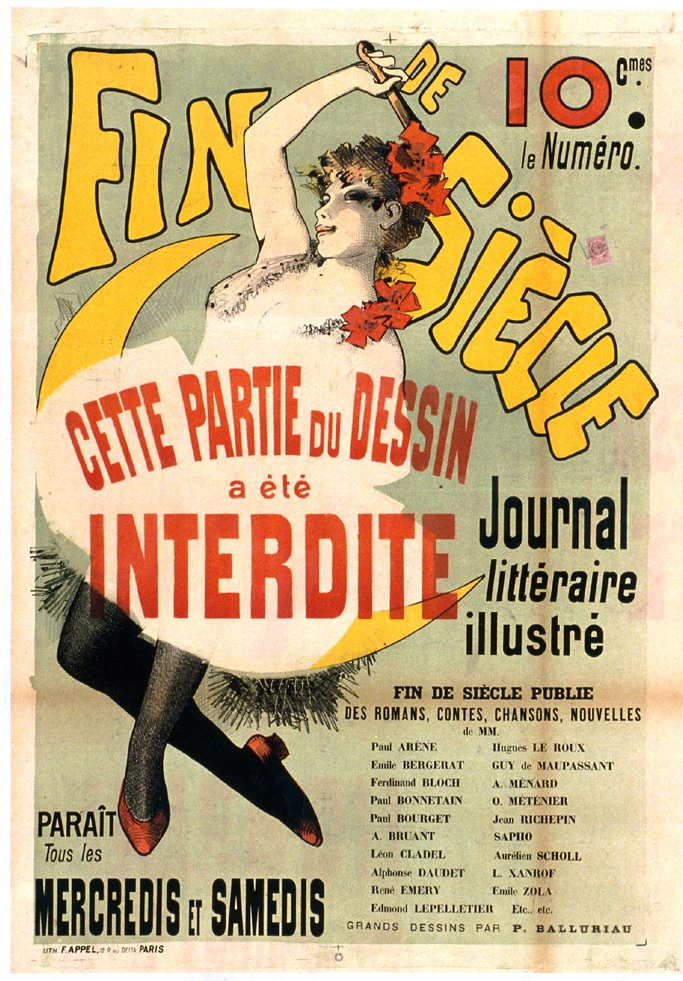
Fin de Siècle (1891), version censurée.
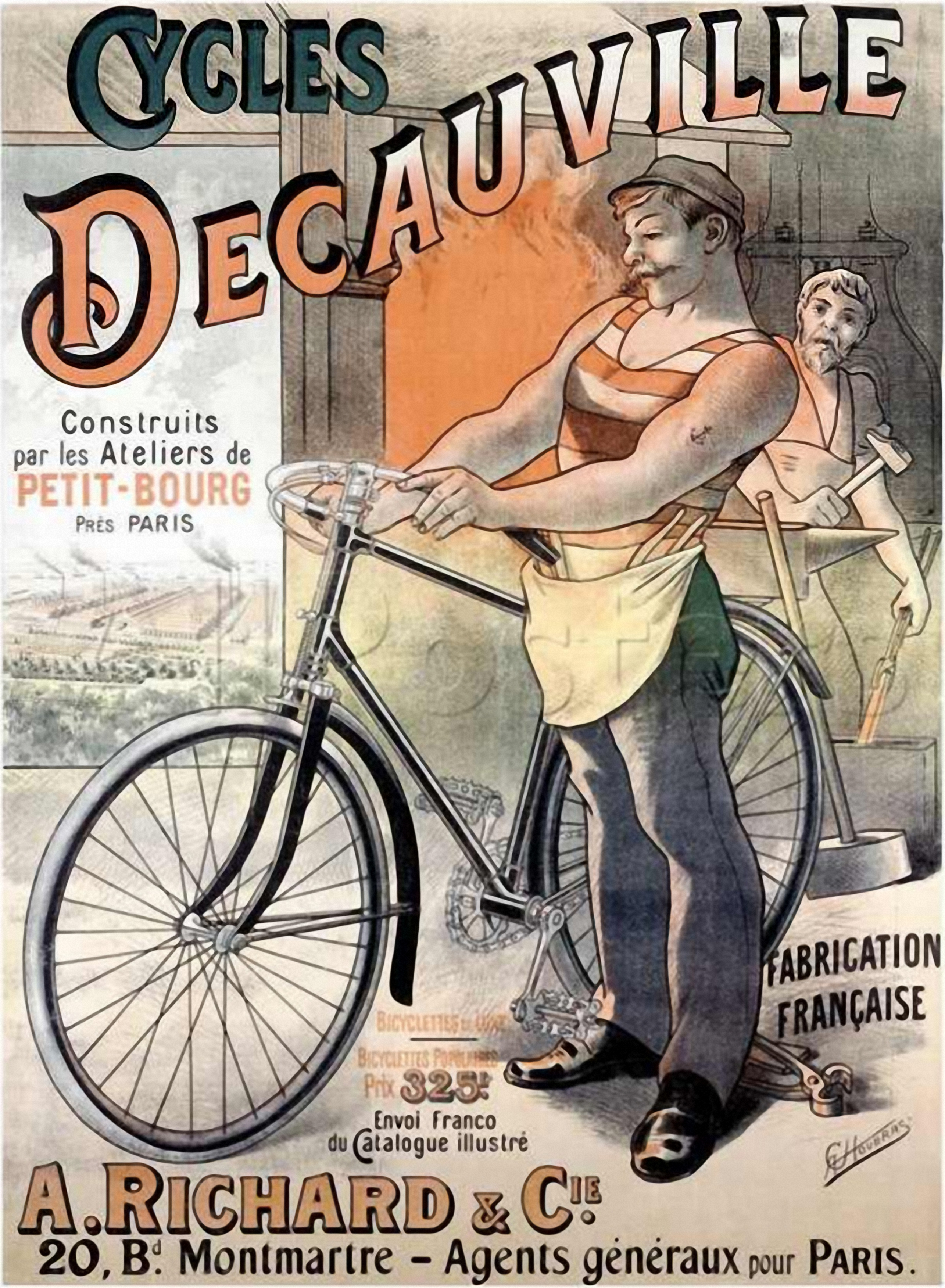
Cycles Decauville (1892).
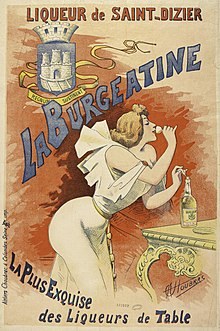
Liqueur Burgeatine.

## Illustrations d'ouvrages
- Henry Buguet et Charles Virmaître, Paris croque-mort, ill. par Alfred Choubrac, éd. C. Dalou, 1889 [Disponible sur Gallica] - ouvrage sur les cimetières parisiens

## Collections publiques
- Paris :
  - département des estampes et de la photographie de la Bibliothèque nationale de France : fonds important de ses affiches.
  - musée des Arts décoratifs.
- Montargis, musée[Lequel ?] : Le Franc-tireur, huile sur toile.